# Macrobrachium glypticum
Macrobrachium glypticum är en kräftdjursart som beskrevs av Riek 1951. Macrobrachium glypticum ingår i släktet Macrobrachium och familjen Palaemonidae. Inga underarter finns listade i Catalogue of Life.